# Type 63 (Véhicule de transport de troupes)
Pour les articles homonymes, voir Type 63.

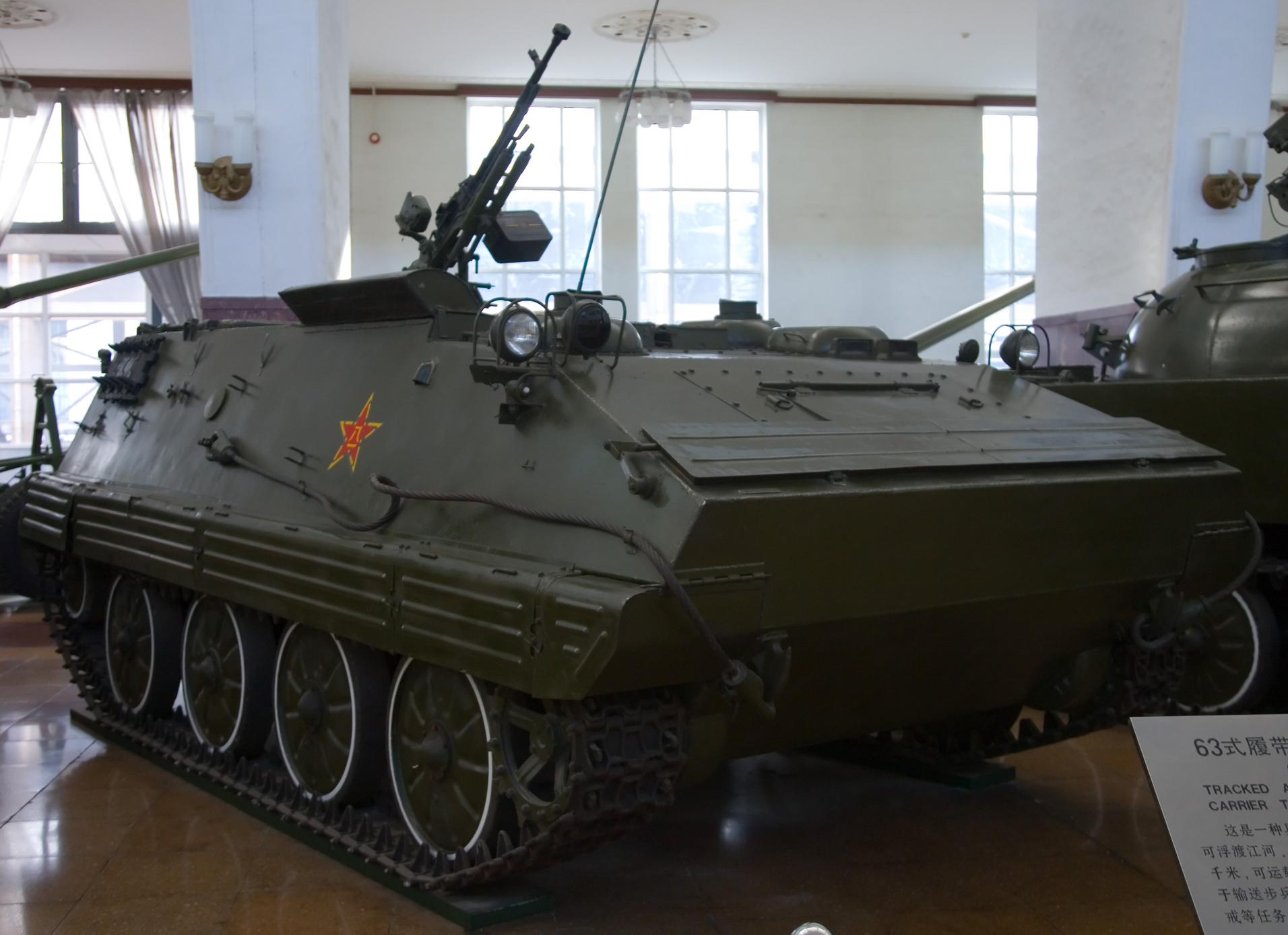
Type 63 au musée militaire de Pékin.

Le Norinco Type 63 (désignation industrielle : YW-531) est un véhicule de transport de troupes chinois entré en service à la fin des années 1960. Il s'agit du premier blindé chinois conçu sans assistance soviétique. Il est similaire au M113 américain.

## Pays utilisateurs

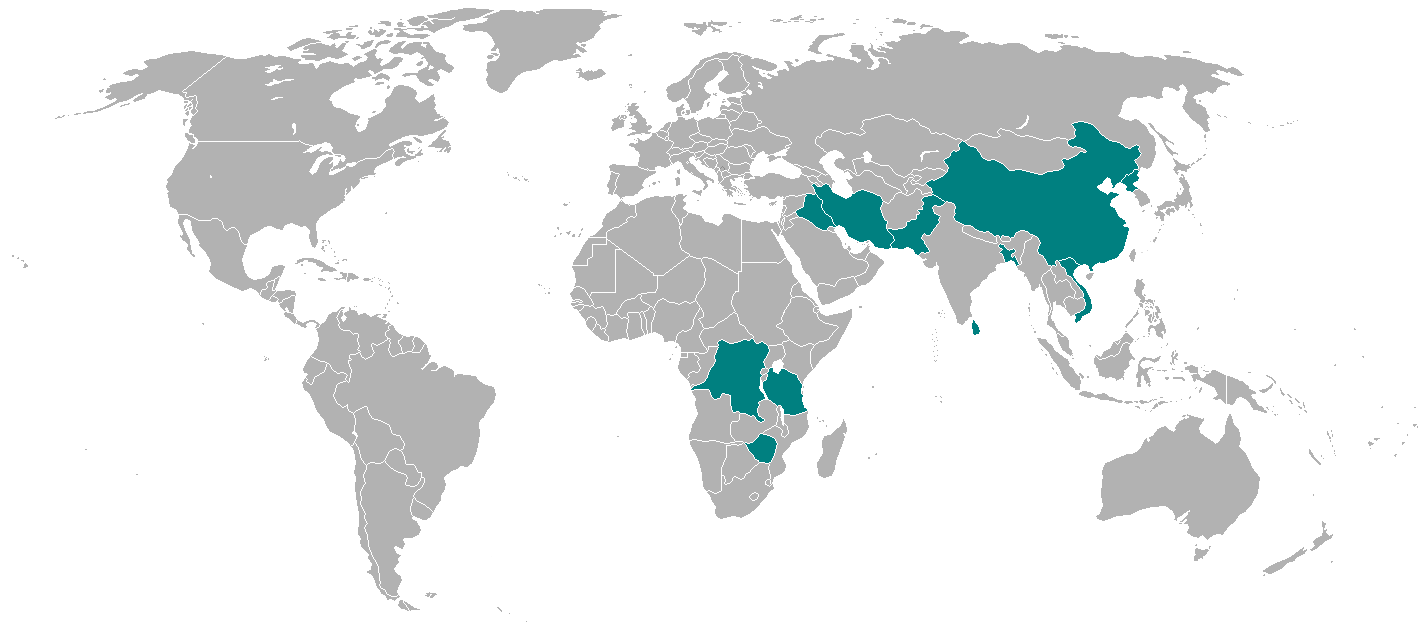
Pays utilisateurs (gris foncé).